# Garra caudofasciatus
Garra caudofasciatus är en fiskart som först beskrevs av Pellegrin och Chevey, 1936.  Garra caudofasciatus ingår i släktet Garra och familjen karpfiskar. IUCN kategoriserar arten globalt som livskraftig. Inga underarter finns listade i Catalogue of Life.